# 計量地理学
計量地理学（けいりょうちりがく、英語: quantitative geography）とは、数理的概念や手法を用いて、地表上の空間パターンや空間構造の一般性・法則・理論を追究する地理学の分野である。計量地理学は、1950年代にアメリカ合衆国で始まった計量革命により成立した。
計量地理学は、大きく統計地理学と数理地理学に分類することができる。統計地理学は、現実のデータに対し既存の統計学の手法により分析を行い、結果の解釈を行う。その際に、多変量解析や空間統計学、グラフ理論やマルコフ連鎖などを利用する。一方、数理地理学では数理モデルの作成を目的とし、作成に至る過程を重視する。

## 多変量解析の利用
計量地理学の理論構築において、多変量解析がよく用いられてきた。収集したデータから作成した地理行列に対して多変量解析を施す。多変量解析は以下の目的で利用できる。
- 重回帰分析 - 都市間の連結性の分析
- 主成分分析 - 都市内部構造の分析
- 因子分析 - 因子生態分析、機能地域の区分
- クラスター分析 - 等質地域の区分
- 判別分析 - 土地利用形態の分類
- 多次元尺度構成法 - 空間的拡散、近接性の分析
- 数量化理論 - メンタルマップや消費者選好の分析

## 空間分析
計量革命により、空間分析の手法が地理学に導入された。点パターン分析の方法としてセントログラフィ、最近隣尺度、点間距離分散分析、ユークリッド二次元回帰分析などが用いられている。線パターン分析ではグラフ理論を援用してネットワーク分析が行われる。面パターン分析では、傾向面分析などが用いられる。

## 数理モデル
1970年代になると、統計地理学より数理地理学の影響力が増大した。イギリスでは、もともと数学や物理学を専攻していたアラン・G・ウィルソンが地理学界に入ったことで、数理地理学が発展した。
計量地理学で用いられる数理モデルとして、空間的相互作用モデルやローリーモデル（en:Land-use forecasting#Lowry model）、空間的拡散モデルなどが挙げられる。

## ローカルモデルの構築
1970年代以降の計量地理学では、ローカルモデルの構築が進められてきた。その背景として、地理情報システム（GIS）の発達および空間データの利用しやすさの向上のほか、空間的定常性に対する疑問から局所的な変動への関心が高まったことが挙げられる。
ローカルモデルを用いた空間分析は、点パターン分析、空間的自己相関、空間的拡張、空間的適応フィルタ法、マルチレベルモデル、地理的加重回帰などで行われてきた。

## 学術雑誌
計量地理学の専門学術雑誌として、1969年に「Geographical Analysis」が創刊された。Geographical Analysisでは編集方針として理論重視の論文を指向している。創刊から1998年までに掲載された論説論文の特徴として、自然地理学の論文や非数理的論文が少ないこと、計量地理学の中でも広範なトピックの概念や方法、立地モデル、空間相互作用や空間依存、空間認知や空間行動を扱う論文が多いことが挙げられる。
このほか、計量地理学の概念や方法の発展に貢献した専門学術雑誌として、「Environment and Planning」が挙げられる。

## 日本における計量地理学
日本では1960年代前半に計量地理学が取り入れられ、地理学界で注目を集めたが、1980年代になると人文主義地理学やラディカル地理学の発展とともに関心が低下していった。一方、1980年代では高阪宏行らにより数理モデリングを行う研究が進められたり、日本国外の雑誌への論文掲載が増えたりしたこと、地理情報システム（GIS）研究が発展したこと、水津一朗により位相地理学が提唱されたことが特徴として挙げられる。
1960年代から1993年までの日本の計量地理学の特徴として、石川義孝は、(1)1976年と比較して研究テーマが多様化したこと、(2)日本国外で考案されたモデルや方法論に依存していること、(3)経験的研究に偏っていること、(4)応用的研究や社会的貢献に乏しいことを指摘している。

## 地理情報システムへの影響
計量地理学は、地理情報システム（GIS）で用いる分析方法や空間モデル、理論面での根幹となっており、GISの発展で大きな影響を与えた。例えば、地理行列は属性テーブルとして地図と属性を結びつける技術へ、地図変換技法はコンピューターマッピングへ発展した。また、計量地理学者はジオコーディングや空間参照などの技術も開発した。